# Napoléon Joseph Charles Paul Bonaparte
Napoléon Joseph Charles Paul Bonaparte francia és montforti herceg (franciául: Napoléon Joseph Charles Paul Bonaparte, Prince français, németül: Prinz Napoléon Joseph Charles Paul Bonaparte von Montfort; Trieszt, 1822. szeptember 9. – Róma, 1891. március 17.) a Bonaparte-házból származó francia és montforti herceg, Moncalieri grófja. Francia politikus és katona; ismert beceneve a „Napóleon herceg” („Le Prince Napoléon”), a krími háborúban tanúsított bátortalansága miatt a „Plon-Plon” gúnynevet ragasztották rá.

## Élete
Napoléon Joseph herceg 1822 szeptemberében jött világra Jérôme Bonaparte volt vesztfáliai király és Katalin Friderika württembergi királyi hercegnő harmadik, utolsó gyermekeként, egyben második fiaként. Édesapja I. Napóleon francia császár fivéreként Vesztfália királyává emelkedett; és bár Katalin Friderika hercegnő politikai érdekből ment nőül hozzá, boldog házasságban éltek. I. Napóleon bukása után a vesztfáliai trón elveszett Jérôme Bonaparte számára, családjával együtt Ausztriába menekült. Frigyes württembergi király, Katalin Friderika hercegnő édesapja megbocsátott vejének, és engesztelésként Montfort uralkodó hercegévé tette meg Jérôme Bonapartét.
Napoléon Joseph herceg elsősorban Itáliában töltötte gyermekkorát két testvére társaságában. 1836-tól kezdve hosszabb időn át tartózkodott édesanyja szülőföldjén, a Württembergi Királyságban, mivel beiratkozott a ludwigsburgi iskolába. 1837–1840 között a württembergi hadseregben teljesített szolgálatot tiszti rangban. 1845-ben rövid látogatást tett Párizsban; 1847-ben ő is és édesapja száműzetése is véget ért, visszatérhettek Franciaországba. Az 1848-as francia forradalom idején a herceg éppen a fővárosban tartózkodott, ekkor lett a korzikai nemzetgyűlés egyik tagja. Itt ügyes politikával és demokrata eszméinek hirdetésével sikerült elérnie, hogy unokatestvérét, Charles Louis Napoléont válasszák meg Franciaország elnökévé. Charles Louis Bonaparte hálából madridi nagykövetévé nevezte ki a herceget. Napoléon Joseph herceg nagyfokú szabadszájúsága unokatestvére irányába nemegyszer megnyilvánult, de Charles Louis mindig megbocsátott neki. Mikor 1852-ben Charles Louis-t III. Napóleon néven francia császárrá koronázták, az új uralkodó francia hercegi rangra (Prince français) emelte Napoléon Joseph herceget és édesapját. Ez egyben azt is jelentette, hogy a herceg a trónöröklési sorrend második helyére ugrott elő Napoléon Eugène Louis császári herceg és trónörökös után.
Ugyanebben az évben a francia hadsereg tisztje lett; 1854-ben bevonult a krími háborúba. Ekkor ragadt rá ismert gúnyneve, a „Plon-Plon generális”, melyet saját katonái akasztottak rá. Egy évvel később visszahívták Franciaországba, hogy ő felügyelje az 1855-ös párizsi világkiállítás lefolyását. 1858-ban Algéria kormányzójává nevezték ki, de reformjai és intézkedései sorozatosan buktak el; egy éven belül leváltották pozíciójából. 1864–1865 között a Titkos Tanács tagjaként dolgozott. Harcolt a szárd–francia–osztrák háborúban, de folyamatos összetűzései III. Napóleon császárral végül a katonai pálya feladására kényszerítették. Napoléon Joseph herceg liberális eszméket hirdetett, a demokrácia eltiprásával vádolta unokafivérét. Felszólalt a katolikus egyház túl nagy önállósága ellen, ily módon kerülve szembe a mélyen vallásos és a pápát támogató Eugénia császárnéval. A francia uralkodóval való kibékülése után 1870-ben Moncalieri grófjává tették meg. Unokatestvére ettől kezdve elsősorban diplomáciai feladatokat bízott rá, főleg az olasz kapcsolatok építésével kellett foglalkoznia. A porosz–francia háború, melynek elvesztése III. Napóleon bukását hozta, olasz földön érte a herceget. Csak a harcok befejeztével tért vissza francia földre. 1876-ban az ajaccói képviselőház tagjává választották, helyét az 1877-es választás alkalmával veszítette el.
1879-ben egy dél-afrikai gyarmati összecsapásban elesett Napóleon Lajos francia császári herceg, a Bonaparte-ház feje és a császári trón igénylője, akit a bonapartisták IV. Napóleon császár néven tartottak nyilván. Mint a dinasztia rangidős személye, Napoléon Joseph herceg lett a család feje. Noha ez azt is jelentette, hogy a császárság esetleges visszaállítása esetén ő kapná meg a koronát, a herceg továbbra is demokratikus nézeteket vallott, megbotránkoztatva a család több tagját is. A legtöbb bonapartista és családtag éppen ezért nem őt, hanem legidősebb fiát, Napoléon Victort tekintette a Bonaparte-ház fejének és (V. Napóleon néven) címzetes francia császárnak. 1886-ban fennen hirdetett politikai véleménye ellenére kiutasították Franciaországból, mivel a Bonaparték vezetőjeként veszélyforrásként tekintettek rá. A herceg Genfben telepedett le.

### Házassága és gyermekei
Napoléon Joseph herceg 1859. január 30-án házasságot kötött Savoyai Mária Klotild szárd királyi hercegnővel (1843–1911), II. Viktor Emánuel szárd–piemonti (1861-től olasz) király legidősebb leányával. A frigyre politikai célból került sor, III. Napóleon császár így kívánta megerősíteni kapcsolatát Olaszországgal. A frigyből három gyermek származott:
- Napoléon Victor herceg (1862–1926), a francia császári trón igénylője,
- Louis Napoléon Joseph herceg (1864–1932), az orosz cári hadsereg tisztje,
- Marie Letizia hercegnő (1866–1926), házassága révén Aosta hercegnéje.

Napoléon Joseph francia és montforti herceg, Moncalieri grófja 1891. március 17-én hunyt el az olasz fővárosban. Leszármazottjai máig fenntartják a francia császári trón iránti igényüket.

## Fordítás
- Ez a szócikk részben vagy egészben a Napoleon Jozef Karel Paul Bonaparte című holland Wikipédia-szócikk ezen változatának fordításán alapul.  Az eredeti cikk szerkesztőit annak laptörténete sorolja fel. Ez a jelzés csupán a megfogalmazás eredetét és a szerzői jogokat jelzi, nem szolgál a cikkben szereplő információk forrásmegjelöléseként.